# Zbysław Rykowski
Zbysław Rykowski (ur. 17 października 1945 w Bydgoszczy, zm. 29 marca 1991 w Warszawie) – polski prawnik i dziennikarz, w 1989 rzecznik rządu Mieczysława Rakowskiego.

## Życiorys
Syn Tadeusza, wiceministra leśnictwa i działacza komunistycznego. W 1968 ukończył studia prawnicze na Uniwersytecie Warszawskim. W czasie studiów działał w Związku Młodzieży Socjalistycznej, pełniąc m.in. funkcję przewodniczącego zarządu wydziałowego tej organizacji. W latach 1970–1991 był pracownikiem Instytutu Państwa i Prawa PAN, gdzie w 1975 obronił pracę doktorską. W latach 1971–1976 był członkiem redakcji Studiów prawniczych (w latach 1972–1976 był sekretarzem redakcji). Od 1982 do 1985 kierował działem naukowym tygodnika Tu i Teraz, od 1985 był dziennikarzem Polityki, gdzie od 1987 kierował działem naukowym. W obu tygodnikach tworzył duet autorów z Wiesławem Władyką.
Od 1966 należał do Polskiej Zjednoczonej Partii Robotniczej. Od 1979 do 1981 pełnił funkcję II sekretarza Komitetu Zakładowego PZPR w Polskiej Akademii Nauk, a od 1981 do 1983 był członkiem Zakładowej Komisji Kontroli Partyjnej w PAN.
Jesienią 1988 został jednym z zastępców Jerzego Urbana jako rzecznika prasowego rządu Mieczysława Rakowskiego, a 19 kwietnia 1989 rzecznikiem prasowym rządu po tym, jak J. Urban objął funkcję przewodniczącego Komitetu ds. Radia i Telewizji. Funkcję tę pełnił także w czasie próby stworzenia rządu przez Czesława Kiszczaka w sierpniu 1989. Pracę na stanowisku rzecznika rządu zakończył 15 września 1989 po powołaniu gabinetu Tadeusza Mazowieckiego. W 1990 RSW Prasa-Książka-Ruch powierzyła mu organizację nowego wydawnictwa książkowego, jednak po wszczęciu procedury likwidacyjnej spółdzielni, został w maju 1990 odwołany z tej funkcji. Był także jednym z założycieli tygodnika Nie.
Z Wiesławem Władyką wydał zbiór wywiadów z Tu i Teraz pt. Sposób myślenia (1985) oraz książki Kalendarium polskie: 1944–1984 (1987) i Polska próba – Październik'56 (1989).